# Labidolemur
Il labidolemure (gen. Labidolemur) è un mammifero insettivoro estinto, appartenente agli apatoteri. Visse tra il Paleocene superiore e l'Eocene inferiore (circa 57 - 50 milioni di anni fa) e i suoi resti fossili sono stati ritrovati in Nordamerica.

## Descrizione
Questo animale doveva essere vagamente simile a uno scoiattolo, sia come aspetto che come dimensioni. Era dotato di una lunga coda e di un cranio dotato di incisivi enormemente sviluppati, sia nella mascella che nella mandibola. Il secondo e il terzo dito della mano erano insolitamente sottili e allungati, in maniera simile a quella dell'odierno aye-aye (Daubentonia madagascariensis), anche se meno specializzata. La mandibola era piuttosto lunga e gracile se rapportata a quella degli altri apatoteri successivi. Il grande incisivo della mandibola era molto sporgente e possedeva una corona completamente ricoperta di smalto, una cresta superiore crenulata e una radice molto lunga. Il quarto premolare inferiore non era molariforme, e a seconda delle specie era dotato di una o due radici; la sua corona ridotta era dotata di un piccolo talonide senza cuspide. Sui molari inferiori, la cuspide antero-esterna del trigonide era più distinta rispetto a quella di Jepsenella, e rendeva il margine anteriore del dente più squadrato. Il largo talonide non presentava cuspidi molto differenziate. I due forami mentonieri si aprivano sul fondo di una profonda depressione sotto il quarto molare inferiore. 
Il cranio di Labidolemur differisce da quello dei primati (eccetto i microsiopidi) per non avere una bulla completamente ossificata; la cavità timpanica era invece circondata da un bordo di processi timpanici formati dal basisfenoide, alisfenoide e petroso, che circondano un anello ectotimpanico stretto. Labidolemur differisce inoltre dai primati non microsiopidi per il mantenimento di un ramo inferiore dell'arteria stapediale e per l'avere un nervo facciale che passa attraverso la cavità timpanica in un solco aperto, invece di essere contenuto in un tubo chiuso. Sebbene Labidolemur possieda un processo timpanico del basisfenoide, come in molti eulipotifli, manca di altri tratti tipicamente "insettivori", come un'espansione della mascella nell'orbita, un processo giugale ridotto e un processo postglenoideo assente (Silcox et al., 2010).
Un'analisi condotta tramite tomografia computerizzata a raggi X ad alta risoluzione sulla base di alcuni crani della specie Labidolemur kayi, ha indicato che questa specie possedeva bulbi olfattivi voluminosi e trasversalmente espansi, che rappresentano circa il 12-15% del volume endocranico. L. kayi mostrava inoltre colliculi caudali esposti, e la sua capacità cranica è stimata in 0,5-0,6 cm³, valori di molto inferiori a quelli presunti per altri apatoteri successivi (Silcox et al., 2011).

## Classificazione
Labidolemur era un membro degli apatoteri, un gruppo di mammiferi paleogenici simili a scoiattoli ma dalle affinità incerte. È probabile che Labidolemur fosse una forma relativamente basale del gruppo, forse ancestrale ai generi eocenici derivati come Carcinella, Apatemys e Heterohyus. 
Il genere Labidolemur venne descritto per la prima volta da William Diller Matthew e Walter Granger nel 1921, sulla base di una mandibola rinvenuta in Colorado in terreni del Paleocene superiore; la specie tipo è Labidolemur soricoides, alla quale sono stati poi ascritti anche fossili rinvenuti successivamente in Saskatchewan, North Dakota e Wyoming. Un'altra specie molto conosciuta è L. kayi, i cui fossili sono stati ritrovati in Colorado, Wyoming e Montana in terreni dell'Eocene inferiore. Altre specie sono L. serus (Colorado e Wyoming) e L. major (Wyoming). 

## Paleoecologia
Lo studio della cavità cranica di Labidolemur ha permesso di ipotizzare che l'aumento delle dimensioni cerebrali nelle varie forme di apatoteri fosse correlato a un maggior sviluppo delle capacità estrattive tramite le zampe anteriori di questi animali, che si procuravano cibo probabilmente costituito da insetti (Silcox et al., 2011).